# Wings Over Everest
Wings Over Everest est un film documentaire britannique réalisé par Geoffrey Barkas et Ivor Montagu, sorti en 1934.

Le mont Everest (photo datant d'avant 1935)

Il a remporté l'Oscar du meilleur court métrage en prises de vues réelles lors de la 8e cérémonie des Oscars.

## Synopsis
Le film raconte l'expédition ayant eu lieu en 1933 au cours de laquelle le pilote écossais Douglas Douglas-Hamilton (connu sous le nom de Lord Clydesdale) a piloté un avion biplan monomoteur au-dessus du sommet de l'Everest. Deux avions sont partis de l'aérodrome de Purnea en Inde le 3 avril 1933. Les avions, des Westland PV-3 et PV-6 n'étaient pas pressurisés mais embarquaient des bouteilles d'oxygène.

## Fiche technique
- Titre alternatif : Wings Over Mt. Everest
- Réalisation : Geoffrey Barkas et Ivor Montagu
- Production : Gaumont British Picture Corporation
- Lieu de tournage : Népal
- Photographie : S.R. Bonnett, A.L. Fisher, J. Rosenthal
- Format : 16 mm noir & blanc
- Musique : Hubert Bath
- Montage : Ken Berry, Geoffrey Botterill
- Durée : 42 minutes (version UK)[3], 22 minutes (version US)
- Dates de sortie : 
  - 31 mai 1934 (Londres)
  - 31 décembre 1934 (Royaume-Uni)
  - 19 juillet 1935 (États-Unis)

## Distribution
- Alexander John : narrateur
- Michael Kilgarrif : narrateur
- David Timson : narrateur

## Distinction
- 1934 : Oscar du meilleur court métrage en prises de vues réelles[4]